# Елшанка (Тереньгульский район)
Елшанка — село в Тереньгульском районе Ульяновской области. Входит в состав Михайловского сельского поселения.

## География
Село находится на правом берегу реки Усы, в 5 км от трассы М5, в 7 км от центра Сельского Поселения, и в 22 км от районного центра Тереньга.

## История
Село основано в 1680-х годах.
С постройкой в начале XVIII века деревянной церкви  во имя св. великомученика Георгия, станет называться — Егорьевское.
В 1780 году, при создании Симбирского наместничества, было два одноимённых населенных пункта: село Егорьевское Елшанка тож, ясашных крестьян, и деревня Елшанка Усинские Вершины и Тектеево тож, крёщеной мордвы (в дальнейшем станет Ерёмкино), которые вошли в состав Сызранского уезда.
В 1851 году село Елшанка вошло в состав Сенгилеевского уезда.
На 1859 год село Елшанка, удельных крестьян, входило в 1-й стан, по почтовому тракту из г. Симбирска в г. Саратов,  Сенгилеевского уезда Симбирской губернии.
В 1896 году в Елшанке прихожанами вновь начали строить деревянный храм. Престолов в нём три: главный — во имя св. великомученика Георгия; придельные храмы ещё не освящены.
В 1918 году был создан Елшанский с/с.
В 1918-1924 гг. — Исполнительный комитет Елшанского сельского Совета рабочих, крестьянских и красноармейских депутатов с. Елшанка Горюшкинской волости Сенгилеевского уезда Симбирской губернии.
В 1924-1928 гг. — с. Елшанка в Троицкой волости Сызранского уезда Ульяновской губернии.
В 1928-1929 гг. — с. Елшанка Ульяновского района Ульяновского округа Средне-Волжской области.
В 1929 г. — в Елшанке создан с/х артель (колхоз) «Новый быт» .
В 1930-1934 гг. — с. Елшанка Новодевиченского района Средне-Волжского края / с 1935 г. — Тереньгульского района Куйбышевского края / с 1939 г. —  Куйбышевской области / с 1943 г. — Ульяновской области.
В 1958 г. — вошёл в состав колхоза им. Ленина.
В 2005 году село вошло в состав Михайловского сельского поселения.

## Население
| 2010 |
| ---- |
| 429  |

- В 1780 г. 390 ревизских душ.
- В 1859 г. в 120 дворах 1068 человек.
- В 1900 г. в 213 дворах жило: 689 м. и 793 ж

Елшанка — родина  Сорокина Ивана Петровича — Героя Советского Союза, командира зенитной батареи, его имя носит центральная улица села.